# Athemus olivaceus
Athemus olivaceus là một loài bọ cánh cứng trong họ Cantharidae. Loài này được Wittmer miêu tả khoa học lần đầu tiên năm 1995.